# Bonifác VIII.
Bonifác VIII. (1235, Anagni – 11. října 1303, Řím), vlastním jménem Benedetto Caëtani byl papež od 24. prosince 1294 až do své smrti 11. října 1303. Byl posledním mocensky silným papežem vrcholného středověku, jehož autorita byla nezávislá na světských panovnících. V jeho době se ale zároveň silně vyostřil právě konflikt mezi mocí církevní a mocí světskou.

## Život

Kardinálský znak Bonifáce VIII.

Pocházel z urozeného katalánského rodu, který sídlil původně ve městě Gaeta, ale odtud se přesunul do Anagni. Právě v Anagni se také Benedetto Caettani narodil. Později studoval na právnických fakultách v Lodi a Paříži a byl nositelem titulu doktora obojího práva. Podařilo se mu soustředit ve svých rukou kanonikáty v Anagni, Paříži a Lyonu a papež Inocenc IV. ho jmenoval konsistoriálním advokátem a papežským notářem v Římě. Působil také jako papežův diplomat – první zkušenosti získal roku 1265, když doprovázel do Anglie kardinála Ottoniho, který tu měl vyjednat mír mezi Jindřichem III. a vzbouřenými barony. Papež Martin IV. jmenoval Caettaniho roku 1281 kardinálem jáhnem, čímž se Caettanimu podařilo proniknout do nejužšího vedení církve. O deset let později byl ustanoven kardinálem-knězem od sv. Silvestra. Tehdy mu již bylo téměř šedesát let, takže jeho kariérní vzestup byl poměrně pomalý, zvláště když uvážíme, že měl dva příbuzné mezi samotnými papeži – Řehoře IX. a Alexandra IV.

### Papežem
Hned začátek jeho pontifikátu byl typickou ukázkou papežovy nenávistné a tvrdé reakce na jakoukoliv kritiku. Benedetto Caettani byl totiž zvolen jako Bonifác VIII. 24. prosince 1294, pár dní poté, co přesvědčil svého předchůdce, papeže Celestýna V., aby se vzdal svého úřadu. Tento čin však vyvolal velkou kritiku, především u těch, kteří si přáli, aby františkán Celestýn v úřadě zůstal. Caettaniho osoba v čele západní církve dokázala dát dohromady i tak rozdílné osobnosti, jako byl kardinál Colonna a Jacopone da Todi. Těm se nakonec podařilo v roce 1297 sepsat společný manifest (tzv. prohlášení z Lunghezzi), v němž byla zneplatněna abdikace Celestýna V. a volba Bonifáce VIII. nelegitimní. Papež odpověděl obléháním Palestriny, hradního sídla rodu Colonna. Následujícího roku byla Palestrina dobyta a obránci v čele s Jacoponem da Todi uvězněni. Zároveň byl zatčen a uvězněn i Celestýn. Nový papež si dal za úkol dosáhnout všeobecného usmíření křesťanstva pod svou papežskou autoritou a dosažení věčného míru mezi všemi křesťany. Tento mír měl Evropě především zajistit dostatek sil pro boj proti muslimům.

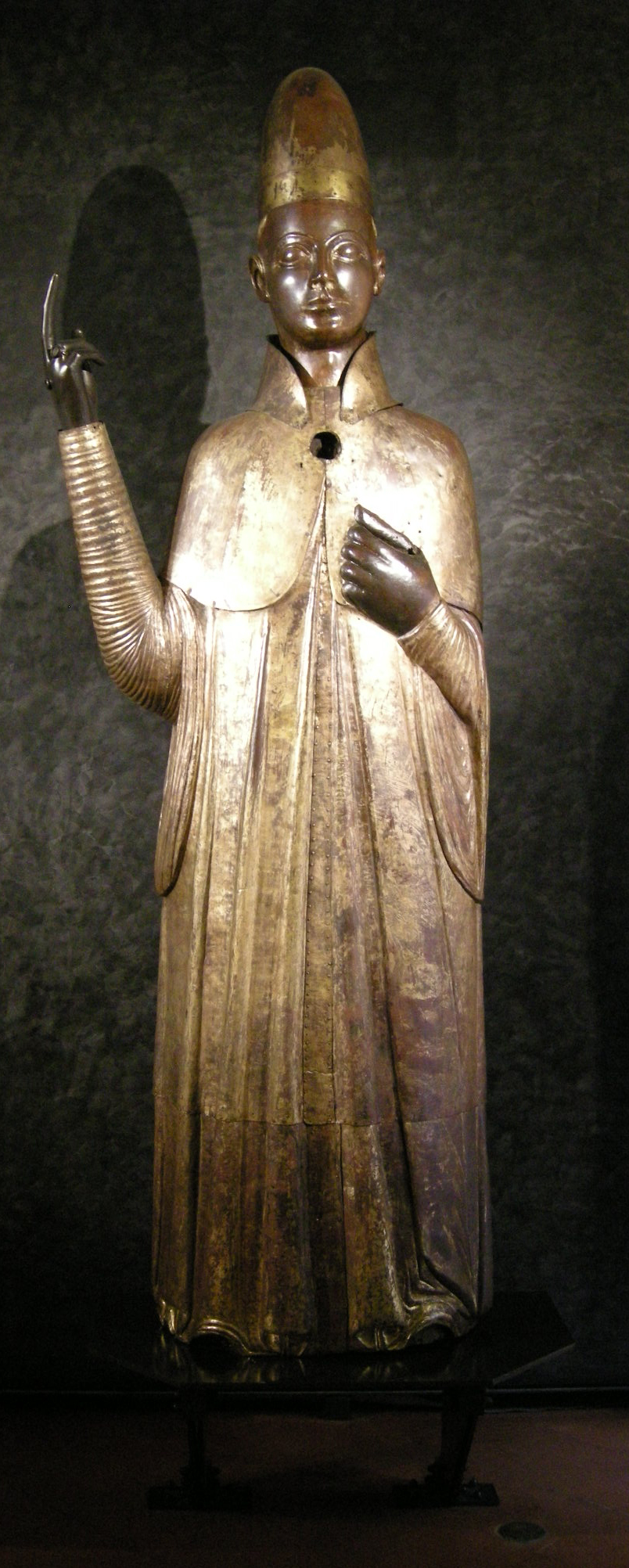
Bonifácova socha

Bonifác VIII. se ale v osobním i veřejném životě choval často velmi povýšeně a panovačně, což nejednou vedlo k tomu, že odmítal dělat v jednáních kompromisy – jeho plán na sjednocení křesťanstva tak ztroskotal právě na jeho panovačných snahách. Jeho představy o nedotknutelné autoritě papeže a o jeho moci nad všemi křesťanskými panovníky se nesetkaly s příliš velkým pochopením na mnoha královských dvorech. Hned první spor měl již roku 1295 s dánským králem Erikem VII., který dal uvěznit arcibiskupa Jana Granta, podezřelého ze zavraždění předchozího krále. Papež požadoval arcibiskupovo okamžité propuštění, král však vytrvale odmítal, čímž se tento spor táhl až do roku 1302.
Další konflikt, tentokrát s Habsburky, se rozhořel v polovině roku 1298. Tehdy propukl spor mezi římským králem Adolfem Nasavským a jeho konkurentem Albrechtem Habsburským, který skončil Albrechtovým vítězstvím: kurfiřti prohlásili Adolfa za zbaveného královské hodnosti a novým králem zvolili Albrechta. Papež byl rozhořčen nejen způsobem, jakým proběhla změna na trůně, ale především tím, že kurfiřti papeže nepožádali o formální potvrzení (tzv. aprobaci). A tak když poselstvo, vyslané kurfiřty k papeži s listem oznamujícím Albrechtovo zvolení, dorazilo na sklonku podzimu na papežský dvůr v Rieti, setkalo se tam s velmi nepřívětivým přijetím. Papež (jako ostatně téměř vždy, když věci nešly podle jeho přání) zareagoval velmi podrážděně, neboť podle něj byl postup kurfiřtů proti králi Adolfovi „jasná velezrada“ a nová volba bez papežského svolení tedy neplatná. Když se vyslanci pokusili jednání krále Albrechta a kurfiřtů ospravedlnit, připravil jim prý papež efektní ukázku svého cholerického temperamentu – s císařským diadémem na hlavě, opásán mečem se na ně obořil zvoláním:
| „ | Ego sum Caesar, ego sum imperator – Já jsem Caesar, já jsem císař! | “ |

Spor se táhl až do začátku 14. století, kdy se Bonifác začal plně soustřeďovat na svůj spor s Francií. Bonifác však zasahoval i do vnitropolitické situace v Uhrách (v roce 1301 odmítl právo uherské šlechty zvolit si vlastního panovníka a sám prohlásil za uherského krále Karla Roberta, čímž také vážně poškozoval zájmy českých Přemyslovců), ve Skotsku a v dalších zemích. Skutečně osudový konflikt měl ale teprve vypuknout.

### Papežův spor s Filipem Sličným

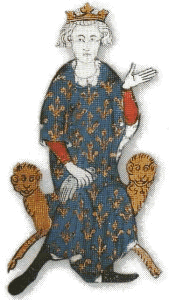
Filip Sličný (středověká miniatura)

V období pontifikátu Bonifáce VIII. byla Francie na vrcholu moci a sebevědomí kapetovského rodu stále sílilo. Filip IV. Sličný se v té době rozhodl získat pod svou vládu i ta území, která tehdy na francouzské pevnině držela Anglie (Gaskoňsko, Guyenne a přístav Bordeaux). Evropě tak hrozil poměrně rozsáhlý válečný střet. V roce 1295 se rozhodl do sporu vstoupit Bonifác VIII. Král Filip IV. ale odmítl jednat nejen s anglickým králem Eduardem I., ale také s papežem. Bonifác VIII. se ocitl v nepříjemné situaci, v Itálii jej tehdy mocensky ohrožovala mocná rodina Collonnů a většina kardinálů byla Francouzských – v této nejisté a napjaté době se nehodilo mít ve francouzském králi nepřítele. Míru mezi Francií a Anglií bylo nakonec dosaženo 13. srpna 1296.
Spory papeže s Filipem ale stejně pokračovaly dál – tím nejvážnějším problémem se staly stížnosti na vysoké daňové požadavky francouzského krále vůči domácím církevním institucím a osobám, které stále častěji přicházely do Říma. Papež vydal bulu Clericis laicos, v níž prohlásil, že vybírání plateb panovníkem od kléru musí být vždy schváleno papežem. Sporným bodem této buly byla především výhrůžka exkomunikací, která za porušení hrozila. Filip IV. pohotově zareagoval a vydal zákaz vývozu zbraní, kovů a koní z Francie, což silně poškodilo právě papeže, který se chystal na válečné tažení proti Colonnům a tímto přišel o důležité prostředky k vedení války. Na přelomu let 1296–1297 papež svá opatření zmírnil a Filip IV. rovněž odvolal svá rozhodnutí. Ke zlepšení vztahů přispěla i kanonizace Ludvíka IX. 11. srpna 1297. Další pozitivní událostí bylo první milostivé léto v roce 1300, kdy poutníci z celé křesťanské Evropy zaplavili Řím.

### Bonifác VIII. a spor se spirituály
Přestože byla politická aktivita Bonifáce VIII. opravdu široká, největší stopy zanechala jeho politika v Itálii. Nekompromisně (opět) zasáhl i do sporu mezi dvěma frakcemi Menších bratří - sporu mezi spirituály a konventuály. Po Bonifácově podpoře konventuálů se spirituálové zradikalizovali a v čele s již výše zmíněným kardinálem Colonnou vydali tzv. prohlášení z Lunghezzy, v němž byl Bonifác VIII. sesazen. Papež odpověděl obléháním Palestriny, hradu mocného šlechtického rodu Colonna, který bránili i mnozí spirituálové, mezi nimi i slavný básník Jacopone da Todi. Po pádu Palestriny byl Jacopone zajat, exkomunikován a odsouzen k doživotnímu žaláři v kobkách kláštera sv. Fortuna v Todi.

### Obnovení konfliktu s francouzským králem a závěrečná etapa pontifikátu
Druhá fáze sporu mezi Francií a Římem začala roku 1301, kdy papežův legát biskup Bernard Saisset netakticky vyčetl francouzskému králi, že zadržuje církevní příjmy z francouzského území a tím brání provedení křížové výpravy. Filip IV. nechal Saisseta obvinit z velezrady a uvěznit. Saissetův případ poukazoval na tehdy zásadní střet mezi mocí světských panovníků a papeže a nastolil otázku, zda osoby duchovního stavu jsou v první řadě podřízeny světské moci nebo papeži. Bonifác tehdy tvrdil, že v našich rukou je duchovní i světská moc! a popoháněl Filip IV. bulou Ausculta fili před papežský soud.
| „                         | Vskutku je tomu tak, pane, jenže vaše moc je jen ve slovech, kdežto naše je skutečná! | “ |
| — francouzská protistrana |                                                                                       |   |

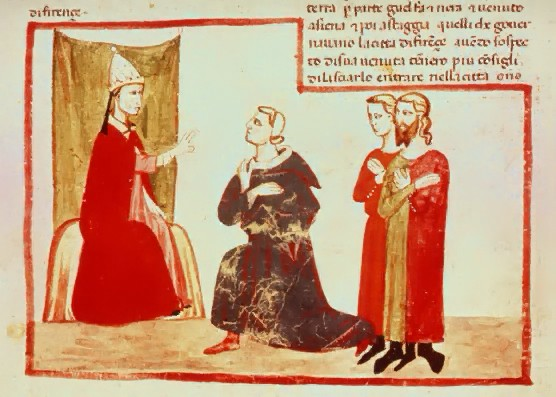
Papež přijímá Karla z Valois a guelfskou delegaci (Nuova Cronica)

Bonifác VIII. na celou situaci zareagoval tím, že začal francouzskému králi vyhrožovat sesazením z trůnu. Francie odpověděla dopisem, v němž byly jasně odmítnuty jakékoliv papežovy nároky v oblasti světské moci. Filip IV. si přizval na pomoc veřejné mínění a počítal s tím, že zasažená národní hrdost se obrátí proti papeži. 10. dubna 1302 také svolal historicky první jednání generálních stavů do Paříže – dle předpokladů se města a páni postavili za krále, ale duchovní poprosili o delší čas na rozmyšlenou. Přestože měl v danou chvíli Filip výhodnější pozici než jeho protivník Bonifác, situace se nečekaně zkomplikovala v momentě, kdy bylo 11. července královo vojsko poraženo ve Flandrech. Bonifác VIII. využil Filipových problémů na severu Francie a dne 18. listopadu 1302 vydal svou nejznámější bulu Unam Sanctam, jež byla shrnujícím právnickým vysvětlením poměru duchovní a světské moci a mimo jakoukoli pochybnost byla adresována právě Filipovi. Výměna dopisů mezi Francií a Římem pokračovala i poté, co byl Saisset propuštěn a vyhoštěn z Francie.
| „             | Ty, vznešený králi, po předcích vyvýšený nad všechny ostatní vládce jako ochránce víry a hubitel kacířstva, ty můžeš, máš a jsi povinen zajistit... aby řečený Bonifác byl zadržen a souzen jako kacíř... | “ |
| — Petr Dubois | |   |

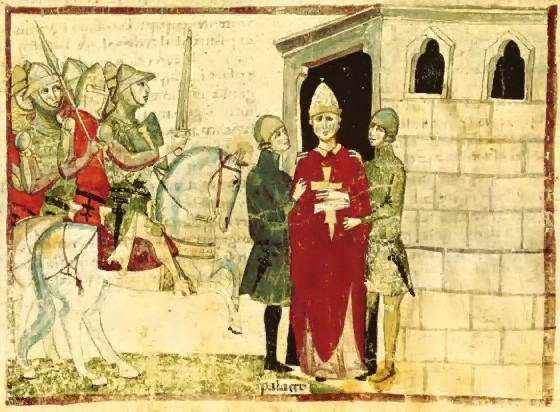
Bonifácovo zajetí (Cronica Nuova)

Spor se ale dále vyostřoval a v roce 1303 byl podán Filipem IV. návrh na svolání koncilu a sesazení papeže Bonifáce VIII. Papež pohotově sepsal bulu Super Petri solio, v níž se chystal vyhlásit nad francouzským králem klatbu[nepřesný odkaz] a nad francouzským královstvím interdikt. Bula však nikdy nevyšla, neboť francouzská strana pohotově zareagovala.
Ráno 7. září 1303 přepadla francouzská vojska spolu se Sciarrem Colonnou město Anagni, kde tehdy Bonifác VIII. odpočíval na svém rodovém sídle. Do večera ovládli město a vstoupili i do papežova opevněného sídla. Francouzští vojáci poté papeže slovně uráželi a dokonce jej i fyzicky napadli. Dva dny byl vězněn bez jídla a pití. Toto hrubé zacházení s hlavou církve rozezlilo měšťany v Anagni a hrozila jejich vzpoura. Francouzská vojska spolu s vojskem Colonnů nakonec město raději opustila. Bonifác VIII. byl zachráněn, ale ze svého vítězství se dlouho neradoval. Již 11. října 1303 zemřel v Římě na horečnaté onemocnění. Nástupci Bonifáce VIII. se pak stále více stávali loutkami v rukou francouzského krále, což nakonec vedlo až k avignonskému zajetí.

## Bonifác VIII. v literárně-historické tradici
K papežovým největším kritikům patřil již zmíněný spirituál a básník Jacopone da Todi, který papeže za příkoří, které mu způsobil, upřímně nenáviděl. Jeho politické laudy jsou nejčastěji namířeny právě proti Bonifácovi. Také Dante neměl panovačného papeže nijak v lásce, což dokládá skutečnost, že se s papežem setkává v Pekle své Božské komedie (konkrétně v XIX. zpěvu Pekla). Jedním z posledních italských básníků, využívající bonifácovskou tradici v italské kultuře, je nositel Nobelovy ceny Dario Fo ve svém „Komickém mystériu“ (1969)